# Möndchen des Hippokrates

Die Summe der roten „Möndchen“ entspricht der Fläche des rechtwinkligen Dreiecks

Mit den Möndchen des Hippokrates, die dem griechischen Mathematiker Hippokrates von Chios (um 450 v. Chr.) zugeschrieben werden, konnte man bereits im antiken Griechenland nachweisen, dass auch krummlinig begrenzte Flächenstücke durch rationale Zahlen berechnet werden können.

## Beweis
Nach dem Satz des Pythagoras ist die Summe der Flächen der Kathetenquadrate eines rechtwinkligen Dreiecks gleich der Fläche des Hypotenusenquadrats. Nach dem verallgemeinerten Satz des Pythagoras gilt dieser Zusammenhang auch für andere zueinander ähnliche Figuren. Für Halbkreise bedeutet das: Die Flächensumme der Halbkreise über den Katheten entspricht der Fläche des Halbkreises über der Hypotenuse (Schritt 1).
|  |  |  |

Spiegelt man den Halbkreis über der Hypotenuse, so überlappt dieser mit den beiden Kathetenhalbkreisen, wobei der Kreisbogen nach dem Satz des Thales durch den Punkt C geht (Schritt 2).
Entfernt man die überlappenden Kreissegmente (Schritt 3), verbleiben vom Hypotenusenhalbkreis das Dreieck selbst und von den beiden Kathetenhalbkreisen die beiden sichelförmigen äußeren Kreisteile, die Möndchen.
Es gilt:
{\displaystyle A_{\text{Blau}}+A_{\text{Gelb}}=A_{\text{Rot}}\,}
und
{\displaystyle A_{\text{Blauer Mond}}+A_{\text{Gelber Mond}}=A_{\text{Blau}}+A_{\text{Gelb}}-A_{\text{Kreissegmente}}.\,}
Aus
{\displaystyle A_{\text{Kreissegmente}}=A_{\text{Rot}}-A_{\text{Dreieck}}\,}
folgt dann:
{\displaystyle A_{\text{Blauer Mond}}+A_{\text{Gelber Mond}}=A_{\text{Dreieck}}.\,}

## Varianten

Die Summe der roten „Möndchen“ entspricht der Fläche des Quadrats

Es gibt die verschiedensten Varianten und Möglichkeiten der Verallgemeinerung des Satzes von Pythagoras und der Möndchen des Hippokrates. Neben dem bereits genannten rechtwinkligen Dreieck ist das folgende Quadrat, über dessen vier Quadratseiten jeweils ein Möndchen ist, ein weiteres Beispiel.